# Божидар Бојовић
Божидар Бојовић (Потпеће, 1938 – Подгорица, 14. децембар 2021) био је примаријус, ендокринолог, универзитетски професор, научни радник и политичар из Црне Горе.
Бојовић је био посланик у Скупштини Црне Горе и посланик у законодавном телу СР Југославије, између 1990. и 2005. године и као професор на Универзитету Црне Горе. Био је истакнути је представник српског народа у Црној Гори.

## Биографија
Докторирао је 1980. године на Медицинском факултету Универзитета у Новом Саду. Као љекар је радио у Рожајама, Котору и Подгорици.
Био је професор и оснивач Катедре за педијатрију на Медицинском факултету Универзитета Црне Горе.
Политички се активирао од увођења вишепартијског система у СР Црну Гору 1990. године, као један од оснивача опозиционе Народне странке (НС). Бојовић је био потпредсједник странке од њеног формирања до раскола унутар НС-а, прије парламентарних избора 1998. и предизборне коалиције између НС-а и владајуће ДПС Мила Ђукановића. Национал-конзервативна фракција НС-а на челу са Бојовићем иступила је из странке и формирала нови политички субјект Српску народну странку (СНС), која је на изборе изашла самостално, са обзиром на то да су НС и њен лидер Новак Килибарда напустили националне изворне циљеве странке. Био је предсједник СНС од 1998. до 2003. године. Бојовић је напустио СНС и формирао Демократску српску странку (ДСС), после конгреса СНС средином 2003. године и разлаза са новоизабраним председником странке Андријом Мандићем. Био је предсједник нове странке до јула 2005, када је одлучио да се повуче из политике.
Аутор је преко 250 стручних и научних радова.
Додјељено му је неколико плакета, диплома и захвалница за стручни рад.
Бојовић је преминуо у Подгорици 14. децембра 2021. године у 83. години.
Њему у част Српски национални савет Црне Горе је утемељио повељу за хуманост и науку „Др Божидар Бојовић – Слава Србину“. Први добитник награде је др Дарко Танасковић.

## Дјела
Монографије
- Божидар М. Бојовић, ШЕЋЕРНА БОЛЕСТ ДЈЕЧЈЕГ УЗРАСТА, Титоград 1980.
- Божидар М. Бојовић, РАСТ РАЗВОЈ И ИСХРАЊЕНОСТ ЂЕЦЕ ШКОЛСКОГ УЗРАСТА У ЦРНОЈ ГОРИ, Титоград 1981.
- Божидар М. Бојовић, Каварић Јован, ПОРЕМЕЋАЈ МЕТАБОЛИЗМА УГЉЕНИХ ХИДРАТА КОД ЂЕЦЕ ШКОЛСКОГ УЗРАСТА У ЦРНОЈ ГОРИ УЗ ПОСЕБАН ОСВРТ НА НЕКЕ ФАКТОРЕ РИЗИКА, Титоград 1981.
- Божидар М. Бојовић, Вуковић Душан НИЗАК РАСТ ШКОЛСКЕ ЂЕЦЕ, Универзитетска ријеч 1987.
- Божидар М. Бојовић, РАСТ И РАЗВОЈ, Универзитетска ријеч 1990.
- Божидар М. Бојовић и сарадници, ДИАБЕТЕС МЕЛЛИТУС У ЂЕЦЕ, Униреџ 1992.
- Божидар М. Бојовић, ЖИВЈЕТИ СА ШЕЋЕРНОМ БОЛЕСТИ, Униреџ 1999.
- Божидар М. Бојовић, СВЕ О ШЕЋЕРНОЈ БОЛЕСТИ, Униреџ 2004.
- Божидар М. Бојовић, ДЕМОГРАФСКА КРЕТАЊА И ПОПУЛАЦИОНИ ПРОБЛЕМИ ЦРНОЈ ГОРИ. ДЕМОГРАФСКА КРЕТАЊА СТАНОВНИСТВА У ДУРМИТОРСКОМ КРАЈУ, ЦАНУ 74,29;2006.
- Божидар М. Бојовић, СВЕ О ШЕЋЕРНОЈ БОЛЕСТИ Друго допуњено издање, Унирекс 2012
- Божидар М. Бојовић, ГОДИНЕ САБОРНОСТИ И РАСКОЛА, Даyли пресс 2012.
- Божидар М. Бојовић, Придроне промјене становниства Црне Горе од 1497. до 2011. године, Црногорска академија наука 108, 30:1-120,2014.
- Божидар М. Бојовић, Клиничка педијатријска ендокринологија, Медицински факултет Подгорица, Ободско слово „Стампар Макарије, 650, 2015.
- Божидар М. Бојовић, Све о шећерној болести (III допуњено издање), Штампар Макарије Београд, Ободско слово 2018.
- Божидар М. Бојовић, Бојовић С. Драгутин БОЈОВИЋИ, Унирекс 2018.

Коаутор
- Ђуро Јовановић и сарадници, МИ И ШЕЋЕРНА БОЛЕСТ, УДЦГ,Титоград 1980.
- Лепшановић Лазар и сар, МЕТАБОЛИЗАМ ЛИПОПРОТЕИНА И ЊЕГОВИ ПОРЕМЕЋАЈИ, Хемофарм ДД 1992.
- Мицић Јован и сар, ГОЈАЗНОСТ, Чигота–Златибор 1993.
- Лепшановић Лазар и сар, МЕТАБОЛИЗАМ ЛИПОПРОТЕИНА И ЊЕГОВИ ПОРЕМЕЋАЈИ, СЛД-ДЛВ Нови Сад 1997.
- Здравковић Драган и сар, ПЕДИЈАТРИЈСКА ЕНДОКРИНОЛОГИЈА, Боок Марсо 1998.
- Миљановић Оливера и сар, РЕГИСТАР ЗДРАВЉА И РАЗВОЈА, Уницеф Подгорица 2003.
- Бојовић Саво и сар, ХУМАНА РЕПРОДУКЦИЈА, ИП Научна књига нова, Београд 2003.
- Бојовић Д, Бојовић Б. БОЈОВИЋ, Шаранци, Унирекс 2007.
- Вукотић Драгутин и сар, ВРЕМЕНСКА НЕПОДУДАРНОСТ БИОЛОШКОГ И ХРОНОЛОШКОГ СТАРЕЊА У ЦРНОЈ ГОРИ, ЦАНУ 31, 2009.
- Ђуровић Момир и сар, ЦРНА ГОРА У 21. СТОЉЕЋУ-У ЕРИ КОМПЕТИТИВНОСТИ, ЦАНУ 73/1, 2010.
- Ђуровић Момир и сар, ЦРНА ГОРА У 21. СТОЉЕЋУ ПОПУЛАЦИОНИ АСПЕКТИ, ЦАНУ 73/6,2010.

Уџбеници
- ПЕДИЈАТРИЈА, Издавач Катедра за педијатрију Медицинског факултета у Београду. Уредник Проф. др Слободан Радмановић
- Божидар М. Бојовић, Клиничка педијатријска ендокринологија, Медицински факултет Подгорица, Ободско слово, Штампар Макарије, 650, 20
- Здравковић Драган и сар, ПЕДИЈАТРИЈСКА ЕНДОКРИНОЛОГИЈА, Боок Марсо 1998.